# Emboscada de Latifiya
La emboscada de Latifiya fue un ataque con armas de fuego y granadas perpetrado el 29 de noviembre de 2003 por la insurgencia iraquí en Latifiya, tomando como objetivo al convoy que transportaba a un grupo de miembros del Centro Nacional de Inteligencia (CNI) español, quienes fueron emboscados en un punto de la carretera cercana a la localidad de la gobernación de Bagdad. Siete agentes de inteligencia resultaron muertos y uno quedó gravemente herido, en el que fuera el atentado más mortífero contra la presencia española durante la guerra de Irak.

## Contexto

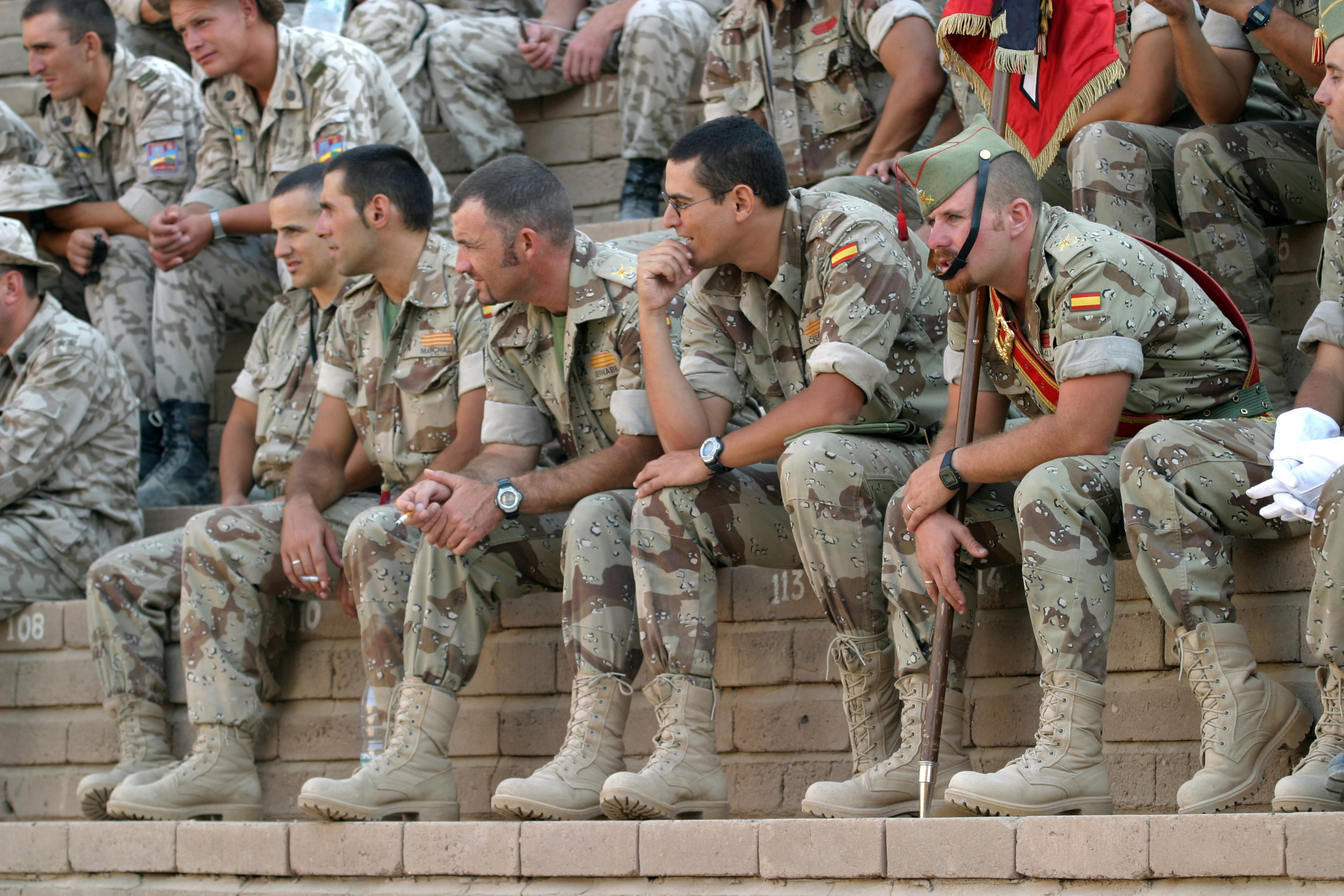
Efectivos de la Legión Española durante una ceremonia de la Coalición en septiembre de 2003 en Camp Babylon, Irak.

A la conclusión en mayo de 2003 de la invasión de Irak por parte de la coalición internacional dirigida por Estados Unidos, el Consejo de Seguridad de la ONU aprobó la resolución 1483, por la que concedía a aquel país y a Reino Unido el estatus de potencias ocupantes y abría la posibilidad de que otras naciones colaborasen «a la estabilidad y seguridad de Irak mediante la aportación de personal, equipo y otros recursos» bajo la Autoridad Provisional de la Coalición –CPA, por sus siglas en inglés–. El Gobierno de España, presidido por José María Aznar, se acogió en el mes de julio a esta resolución para acordar el ingreso en la Fuerza Multinacional Irak y el despliegue de un contingente militar de 1300 efectivos que cooperase en la ocupación, integrando la Brigada Multinacional Plus Ultra junto a varios estados centroamericanos.
Los españoles establecieron dos campamentos en el sector que les fue asignado por el mando anglo-estadounidense: la Base España en Diwaniya y la Base al-Ándalus en Náyaf, motivo por el cual la inteligencia hispana dispuso dos equipos de agentes con los que dar soporte a las tropas. La terminal del CNI en Bagdad había mantenido buenas relaciones con el Servicio de Inteligencia Iraquí –la Mujabarat– durante el régimen baazista de Sadam Huseín, y era dirigida desde 2000, con la única interrupción de los meses de la invasión, por el comandante de Caballería del Ejército de Tierra Alberto Martínez González, quien como muestra de la fluidez de aquellos contactos estaba incluso acreditado ante sus homólogos iraquíes, al igual que su número dos, el sargento primero del Ejército del Aire José Antonio Bernal Gómez.
Paul Bremer, administrador de la CPA desde el 12 de mayo de 2003, emitió el 23 del mismo mes una orden por la que quedaron disueltas las fuerzas de seguridad iraquíes, a la espera de ser refundadas libres de la influencia del Partido Baaz. Fruto de la decisión, cientos de miles de exintegrantes de las Fuerzas Armadas, la Guardia Republicana, la policía o especialmente el servicio de inteligencia pasaron a adherirse a los diferentes movimientos subversivos que estaban surgiendo. Así, un ataque suicida producido el 19 de agosto contra la sede de la Misión de Asistencia de las Naciones Unidas para Irak mató a 22 personas en el hotel Canal de Bagdad, entre ellos el enviado especial de la ONU Sergio Vieira de Mello. El atentado vio también el primer fallecimiento violento de un militar español destinado en Irak, el capitán de navío Manuel Martín-Oar Fernández, y fue sintomático de la degradación de la seguridad en el país que estaba por llegar en los meses y años siguientes.
El 9 de octubre, el segundo al mando del CNI, José Antonio Bernal, era asesinado en plena calle tras haber escapado en su casa del asalto de tres individuos. La investigación posterior señaló como móvil más posible del crimen una venganza por parte de antiguos miembros de la Mujabarat, sobre la cual también se abrigaban ya sospechas de involucración en el atentado de agosto en el hotel Canal. Otro atentado suicida golpeaba un mes más tarde, el 12 de noviembre, la italiana Base Maestrale en Nasiriya, causando la muerte de 19 personas de esta nacionalidad –12 carabineros, 5 soldados y 2 civiles– y de 14 iraquíes. En este clima de agresión reiterada contra la presencia extranjera en el país tenía lugar también, el mismo día de la emboscada en Latifiya, el asesinato de dos diplomáticos japoneses en las cercanías de Tikrit.

## La emboscada
En noviembre de 2003, y tras sufrir la baja de José Antonio Bernal, el CNI contaba en cada base española de Irak con un equipo de dos personas cada uno. Estaba previsto que los espías fueran relevados en enero de 2004, pero se decidió que sus reemplazos efectuasen un viaje de reconocimiento de cara a su incorporación al servicio, en el que los agentes desplegados les instruirían sobre el país y su realidad. Este era el personal del CNI en Irak durante aquellas fechas:
| Personal saliente: - Carlos Baró Ollero (Madrid, 1967), comandante de Infantería. - Alberto Martínez González (Pravia, 1958), comandante de Caballería. - Alfonso Vega Calvo (Stuttgart, Alemania, 1962), brigada de Infantería. - Luis Ignacio Zanón Tarazona (Cuart de Poblet, 1976), sargento primero del Cuerpo de Telegrafistas del Ejército del Aire. | Personal entrante: - José Lucas Egea (Madrid, 1959), brigada de Caballería. - José Ramón Merino Olivera (Madrid, 1954), comandante de Infantería. - José Carlos Rodríguez Pérez (San Martín del Pedroso, 1962), comandante de Infantería. - José Manuel Sánchez Riera, suboficial. Único superviviente. |

La mañana del 29 de noviembre, los dos grupos visitaron diversos organismos nacionales e internacionales en Bagdad, juntos porque según el CNI se incrementaba así «la capacidad de observación y la capacidad de protección recíproca». Tras terminar de almorzar a las 14:30, iniciaron el camino de regreso hacia el sur, al sector controlado por la Brigada Plus Ultra. Los agentes se repartieron entre dos vehículos todoterreno, cada cual con un teléfono satelital Thuraya a su disposición: el primero, un Nissan Patrol blanco, era conducido por Martínez González y tripulado por Merino, Lucas y Zanón; el segundo, un Chevrolet Tahoe azul conducido por Vega y tripulado por Baró, Rodríguez Pérez y Sánchez Riera. A pesar del peligro que entrañaba un viaje en convoy por Irak, el CNI había decidido en primera instancia no llevar automóviles blindados a su misión exterior para no llamar la atención, si bien para cuando Madrid cambió de idea fue tarde, pues los vehículos estaba previsto que llegasen a principios del año siguiente. Mantener un perfil bajo fue también la razón por la que los agentes no portaban los chalecos antifragmentación presentes en los coches.
Debido a que la autopista estaba cortada, el convoy español tomó la llamada «ruta Jackson», en peor estado que la primera y con el inconveniente de que atravesaba algunos núcleos de población, lo que obligaba a aminorar la velocidad. A las 15:22, diez minutos después de pasar Mahmudiya, un Cadillac blanco con cinco ocupantes se situó detrás del Chevrolet y comenzó a disparar ráfagas con un AK-47, a lo que su conductor reacciona acelerando hasta adelantar al Nissan para dar aviso a sus compañeros. El Cadillac perseveró en su persecución del Chevrolet, adelantando al Nissan en el proceso y abriendo fuego sobre él, de forma que mató a su conductor Martínez González, hirió de gravedad al copiloto Lucas y acribilló las ruedas del lado izquierdo del todoterreno, forzándolo a detenerse en un arcén de la carretera. Los insurgentes continuaron su marcha, colocándose a la altura del Chevrolet y alcanzando con sus disparos mortalmente al conductor Vega e hiriendo en el estómago a Rodríguez Pérez. La detención de este segundo coche fue más aparatosa, pues salió de la calzada y, tras descender un desnivel, quedó inmovilizado en el lodo.
Merino reemplazó a Martínez González al volante del Nissan y lo aproximó al otro coche accidentado, mientras Zanón devolvía el fuego a los atacantes con su arma reglamentaria. El Cadillac desapareció de la escena, momento que intentó aprovechar Baró para contactar con Madrid a través del Thuraya, infructuosamente pues su comunicación fue cortada por un nuevo tiroteo, esta vez desde dos edificios tras el coche enfangado, en el margen derecho de la carretera. Los insurgentes les acometían ahora en mayor número que antes, y con fusiles, ametralladoras y granadas propulsadas por cohete, a lo que los españoles podían únicamente responder con sus armas cortas.
Con los dos heridos a bordo de ambos vehículos, Baró trató de contactar de nuevo, pero tampoco en esta ocasión logró transmitir sus coordenadas antes del siguiente corte en la comunicación, a pesar de lo cual los helicópteros de la Base España se aprestaron a partir en su busca, a sabiendas de que sería necesario un barrido kilómetro a kilómetro para localizarles. La situación de los agentes se volvía aún más desesperada cuando Rodríguez Pérez fue abatido, con sus compañeros buscando parapetos tras los cuales defenderse. El grupo decidió que Sánchez Riera marchase a buscar auxilio, de forma que éste cruzó la carretera y anduvo hasta que, a la salida de un oficio religioso en una mezquita cercana, una muchedumbre encolerizada se abalanzó sobre su persona, arrebatándole su pistola encasquillada, golpeándole y tratando de maniatarlo e introducirlo en el maletero de un automóvil. Fue entonces cuando una persona, notable entre los congregados, se dirigió hacia él y le dio un beso en la mejilla, un gesto de amistad entre los árabes locales que calmó a la multitud y posibilitó que le dejasen abandonar la zona en un taxi. Sánchez Riera consiguió volver poco después al lugar de los hechos acompañado por la policía de Latifiya, pero ya era tarde: media hora tras el inicio de la refriega, los todoterreno se encontraban en llamas y todos sus compañeros yacían sin vida en sus posiciones.

## Repercusiones

### Reacciones
Antes de que pasaran 30 horas, los cuerpos fueron recuperados por las fuerzas armadas españolas y repatriados junto al único superviviente vía Base Aérea de Torrejón de Ardoz, pero no sin que antes una turba linchase los cadáveres de las víctimas. Unos reporteros de Sky News que poco después del atentado transitaban los alrededores filmaron aquellas imágenes, que por ruego del Ministerio de Defensa no fueron emitidas. Una vez llegados a España, sus féretros fueron instalados en el Hospital Central de la Defensa Gómez Ulla, donde se habilitó una capilla ardiente a la que asistieron, además de sus familiares, el presidente José María Aznar y el ministro de Defensa Federico Trillo, entre otras personalidades de la política. El 2 de diciembre tuvo lugar la ceremonia de funeral de Estado en la sede del Centro Nacional de Inteligencia, con presencia de nuevo de los parientes de los fallecidos, de la familia real, el presidente del Gobierno, el director del CNI Jorge Dezcallar y varios ministros, presidentes autonómicos y representantes políticos.
En una comparecencia en el Congreso de los Diputados el mismo día del funeral, el presidente Aznar reafirmó su compromiso con el mantenimiento del despliegue español en Irak, tildó a los responsables del atentado de «bandas de asesinos» y enumeró los ataques producidos hasta la fecha, que vinculó a «la voluntad de impedir la reconstrucción física y moral de una sociedad y el establecimiento de un gobierno representativo». El líder de la oposición, José Luis Rodríguez Zapatero, se mostró partidario del pronto regreso de los militares españoles o de una rectificación de la intervención bajo parámetros de la ONU, la Liga Árabe y la Organización de la Conferencia Islámica.
En el plano internacional, la masacre fue condenada por el presidente estadounidense George W. Bush, a la vez que expresaban su solidaridad con España el canciller alemán Gerhard Schröder, el presidente francés Jacques Chirac, el presidente italiano Silvio Berlusconi y el primer ministro británico Tony Blair. En la misma línea llegaron los mensajes de representantes de entidades supranacionales, caso del secretario general de la ONU Kofi Annan, el presidente de la Comisión Europea Romano Prodi o Pat Cox, presidente del Parlamento Europeo. Por último, manifestaron su repulsa al suceso el papa Juan Pablo II y la OTAN.

### Operación Panther Squeeze
Inmediatamente después del atentado, la inteligencia española empezó a trabajar conjuntamente con sus equivalentes estadounidense y británica, así como con la policía iraquí, con el propósito de esclarecer la autoría del mismo y apresar a sus ejecutores. Así, la madrugada del 10 de diciembre, agentes de seguridad iraquíes y efectivos de la 82.ª División Aerotransportada practicaron una redada en Latifiya durante la cual se detuvo primeramente a nueve objetivos primarios, es decir, organizadores y autores materiales del ataque, y se incautaron armas y documentación. Prosiguiendo la batida, fueron también puestas bajo arresto veintisiete personas sospechosas de mantener su lealtad al régimen derrocado, entre ellas algunos exmiembros de la Guarda Republicana y la Mujabarat, y la información facilitada por los primeros nueve capturados permitió añadir a la lista de participantes en la emboscada detenidos a cinco individuos más.
La operación, incruenta en tanto que no se produjeron heridos y no se efectuó un solo disparo, desarticuló una célula dirigida por su líder Abu Abdullah, incluido entre los presos al igual que los responsables de inteligencia y finanzas de la misma y un médico que atendía a sus combatientes para evitar que tuvieran que acudir a un hospital en el que pudieran ser identificados. El teniente coronel estadounidense Ricardo S. Sánchez informó telefónicamente al ministro de Defensa español Federico Trillo de la acción, quien confirmó en el Congreso el arresto tanto de los 41 acusados de la masacre de Latifiya como el de los cinco insurgentes –tres autores materiales y dos cómplices– a los que se atribuía el asesinato del sargento primero Bernal, puestos a disposición de las autoridades judiciales iraquíes.

### Acontecimientos posteriores
A pesar de que desde la Coalición se mantuvo que los agentes españoles habían constituido para los rebeldes un «blanco de fortuna» y que por tanto no conocían quiénes eran, el CNI manejó siempre la hipótesis contraria. En su búsqueda de un confidente enemigo dentro del círculo de las víctimas, en marzo de 2004 se acometió el arresto del traductor iraquí Flayeh al-Mayali, quien había trabajado para la Base al-Ándalus y tenía relación personal con José Antonio Bernal y Alberto Martínez. Después de varios días de interrogatorio en los que el iraquí aseguró haber sufrido maltrato físico, fue entregado a los estadounidenses, que lo recluyeron en la prisión de Abu Ghraib hasta que fue liberado sin cargos en febrero de 2005.
Paralelamente, en España tuvieron lugar las elecciones generales de marzo de 2004 tres días después de los atentados de Madrid, y que se saldaron con la victoria del líder de la oposición Rodríguez Zapatero. El nuevo presidente del Gobierno hizo cumplir su promesa de campaña y ordenó la retirada de las fuerzas españolas estacionadas en Irak, la cual fue culminada el 22 de mayo con el desplazamiento a Kuwait del último contingente. El 14 de julio del mismo año era inaugurado en presencia del nuevo ministro de Defensa, José Bono, un monumento conmemorativo de Alberto Corazón en la sede del CNI en Madrid, en la que son enumerados los ocho miembros del personal fallecidos en acto de servicio en el país asiático.
En 2017, el diario El Mundo publicó una entrevista a un combatiente iraquí oculto en Siria, en la que este declaraba haber liderado la partida que ejecutó el atentado del 29 de noviembre de 2003 y manifestaba haber propinado en nombre de la organización insurgente suní Jamaat Ansar al-Sunna un «golpe de fortuna» sin conocer las identidades de los espías.